# Kroatische Fußballnationalmannschaft/Europameisterschaften
Der Artikel beinhaltet eine ausführliche Darstellung der kroatischen Fußballnationalmannschaft bei Europameisterschaften bzw. den Qualifikationen dazu. Kroatien nimmt 2024 zum siebten Mal an der Europameisterschaftsendrunde teil und damit am häufigsten von den aus dem ehemaligen Jugoslawien hervorgegangenen Mannschaften. Auf dem Gebiet des heutigen Kroatien geborene Spieler stellten von 1960 bis 1984 einen bedeutenden Anteil der jugoslawischen Mannschaft. Die Erfolge der jugoslawischen Mannschaft wurden aber von der UEFA zunächst der nur noch aus Serbien und Montenegro bestehenden Bundesrepublik Jugoslawien, die 2000 unter diesem Namen an der Endrunde und dann ab 2006 als Serbien und Montenegro an den Qualifikationen teilnahm, und nun Serbien zugerechnet, das sich aber erst 2024 wieder qualifizieren konnte. Kroatien lag vor der EM 2024 als zweitbeste Mannschaft mit nur sechs Teilnahmen auf Platz 12 der Rangliste und hatte von den Mannschaften mit maximal sechs Teilnahmen die zweitmeisten Tore geschossen.

## Übersicht
| Jahr      | Gastgeberland       | Teilnahme bis …    | Letzte(r) Gegner                | Ergebnis | Trainer           | Bemerkungen und Besonderheiten |
| --------- | ------------------- | ------------------ | ------------------------------- | -------- | ----------------- | --- |
| 1960–1990 |                     |                    |                                 |          |                   | Kroatien war Teil von Jugoslawien |
| 1996      | England             | Viertelfinale      | Deutschland                     | 7.       | Miroslav Blažević | |
| 2000      | Niederlande/Belgien | nicht qualifiziert |                                 |          |                   | In der Qualifikation an der Bundesrepublik Jugoslawien und Irland gescheitert, das sich aber auch nicht qualifizieren konnte. |
| 2004      | Portugal            | Vorrunde           | Frankreich, Schweiz und England | 13.      | Otto Barić        | |
| 2008      | Österreich/Schweiz  | Viertelfinale      | Türkei                          | 6.       | Slaven Bilić      | Niederlage im Elfmeterschießen |
| 2012      | Polen/Ukraine       | Vorrunde           | Irland, Italien und Spanien     | 10.      | Slaven Bilić      | |
| 2016      | Frankreich          | Achtelfinale       | Portugal                        | 9.       | Ante Čačić        | Nach Siegen gegen die Türkei und Spanien sowie einem Remis gegen Tschechien als Gruppensieger für die K.-o.-Runde qualifiziert. Niederlage in der Verlängerung des Achtelfinales |
| 2021      | Europa              | Achtelfinale       | Spanien                         | 14.      | Zlatko Dalić      | Kroatien hatte sich zunächst mit dem Stadion Maksimir für die Austragung von Spielen beworben, dann aber zurückgezogen. Gegner bei der Endrunde waren England, Tschechien und die Schotten, die sich über die Play-offs qualifizierten. Mit je einem Sieg, einem Remis und einer Niederlage als Gruppenzweiter die K.-o.-Runde erreicht. |
| 2024      | Deutschland         | Vorrunde           | Spanien, Albanien, Italien      | 20.      | Zlatko Dalić      | Gegner in der Qualifikation waren die Türkei, Wales, Armenien und Lettland. |

## Endrunden mit 16 Teilnehmern

### EM 1996

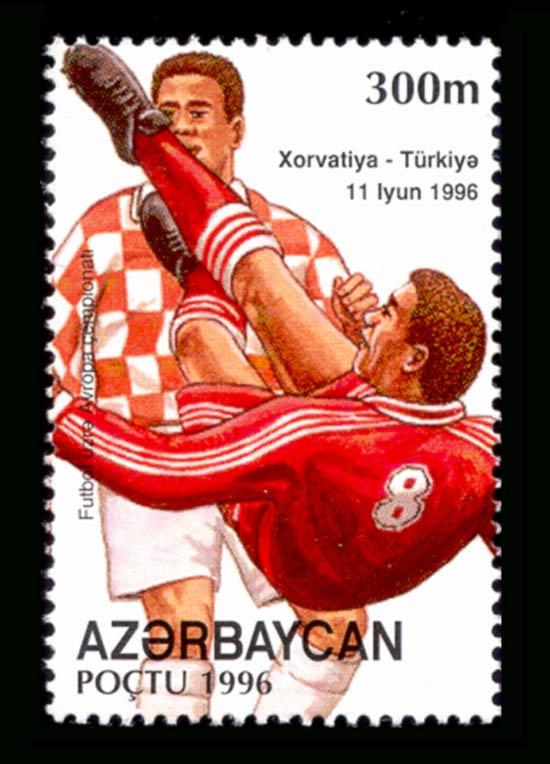
Aserbaidschanische Briefmarke zum ersten EM-Spiel der Kroaten gegen die Türkei

Das erste große Fußballturnier, an dem die kroatische Nationalmannschaft teilnahm, war die EM 1996 in England. Trainiert wurden sie seit 1994 von Miroslav Blažević. Qualifiziert hatten sich die Kroaten gegen Italien sowie Litauen, die Ukraine, Slowenien und Estland, die wie Kroatien erstmals an der Qualifikation teilnahmen. Kroatien und Italien gewannen beide je sieben Spiele, spielten zweimal remis und verloren ein Spiel. Kroatien hatte aber sowohl den direkten Vergleich gegen Italien gewonnen als auch die bessere Tordifferenz und qualifizierte sich damit als Gruppensieger erstmals für die EM-Endrunde. Italien war aber als bester Gruppenzweiter ebenfalls direkt qualifiziert.
In England erreichte die Mannschaft mit Siegen gegen die Türken, wobei Goran Vlaović das erste EM-Tor für die Kroaten schoss, und den Titelverteidiger Dänemark vorzeitig das Viertelfinale, verlor dann aber das Spiel um den Gruppensieg gegen Portugal. Als Gruppenzweiter trafen sie auf Deutschland und verloren in einem überaus harten Spiel mit 1:2. Deutschland wurde dann später Europameister, aber zwei Jahre später konnte sich Kroatien bei der WM 1998 revanchieren, Deutschland im Viertelfinale mit 3:0 besiegen und anschließend Dritter werden. Davor Šuker wurde mit 15 Toren – davon 12 in der Qualifikation – Torschützenkönig des gesamten Wettbewerbs, ein Rekord, der noch nicht übertroffen werden konnte.

### EM 2000
Als WM-Dritter scheiterte Kroatien dann aber in der Qualifikation für die EM 2000. In einer Gruppe mit der Bundesrepublik Jugoslawien, Irland, Mazedonien und Malta belegten sie nur Platz 3. Entscheidend dafür war ein 2:2 am letzten Spieltag gegen die Bundesrepublik Jugoslawien, das sie trotz 50-minütiger Überzahl nach der Roten Karte für Zoran Mirković nicht gewinnen konnten. Die Bundesrepublik Jugoslawien war damit Gruppensieger und fuhr zur EM, wo sie im Viertelfinale scheiterte. Irland als Gruppenzweiter scheiterte in den Play-offs aufgrund der Auswärtstorregel an der Türkei. Nationaltrainer Miroslav Blažević blieb zwar noch im Amt, nach einem mäßigen Start in die Qualifikation zur WM 2002 trat er aber zurück.

### EM 2004
Nach der verfehlten Qualifikation für die Fußball-Europameisterschaft 2000 schloss die Mannschaft die Qualifikationsphase als Gruppenzweiter ab. Gruppengegner waren Bulgarien, Belgien, Estland und Andorra. Verpasst wurde die direkte Qualifikation durch ein 1:2 in Belgien am vorletzten Spieltag. Mit einem Sieg gegen die schon als Gruppensieger feststehenden Bulgaren am letzten Spieltag wurde dann aber der zweite Platz gesichert. Damit hatten die Kroaten die Play-offs der Gruppenzweiten erreicht und trafen auf den Nachbarn Slowenien. Nach einem 1:1 im Heimspiel gewannen sie das Rückspiel in Slowenien mit 1:0 und waren damit zum zweiten Mal für die EM-Endrunde qualifiziert.
In der Vorrunde in Portugal erreichte die Mannschaft um Otto Barić, der die Mannschaft nach dem Vorrundenaus bei der WM 2002 übernommen hatte, zwei Unentschieden gegen Titelverteidiger Frankreich und die Schweiz, musste jedoch eine 2:4-Niederlage gegen England hinnehmen und verpasste als Drittplatzierter das Viertelfinale.

### EM 2008
Nach dem Vorrundenaus bei der WM 2006 wurde Slaven Bilić neuer Trainer der Nationalmannschaft. In der Qualifikation zur Europameisterschaft 2008 konnte sich Kroatien als Gruppensieger vor dem ebenfalls qualifizierten Russland durchsetzen, wobei zwei Siege gegen England gelangen, womit sie den Russen Schützenhilfe leisteten. Weitere Gruppengegner waren Israel, Mazedonien, Estland und Andorra. Der 2002 eingebürgerte Eduardo da Silva erreichte mit zehn erzielten Treffern den zweiten Platz in der Torjägerliste der Qualifikation.
Im Endrundenturnier sicherte sich Kroatien durch ein 1:0 gegen Co-Gastgeber Österreich, wobei Luka Modrić (Kroatien) nach 3:34 Minuten das früheste Elfmetertor in der EM-Geschichte gelang, und ein 2:1 gegen Deutschland vorzeitig den ersten Gruppenplatz. Kroatien gewann auch das dritte Spiel gegen Polen, bei dem einige Stammspieler geschont wurden, womit Kroatien erstmals alle drei Vorrundenspiele gewann. In der Viertelfinalbegegnung traf das Team auf die Türkei. Da beiden Mannschaften in der regulären Spielzeit kein Tor gelang, kam es zur Verlängerung, in der auch beiden lange nichts gelang. Dann wurde es dramatisch: in der 119. Minute erzielte Ivan Klasnić nach einem Fehler des türkischen Torwarts das 1:0 für die Kroaten, aber in der zweiten Minute der Nachspielzeit gelang den Türken noch der Ausgleich. Damit kam es zum Elfmeterschießen, bei dem Luka Modrić und Ivan Rakitić am Tor vorbeischossen, sowie Mladen Petrić am türkischen Torhüter scheiterte, lediglich Darijo Srna war erfolgreich. Damit verlor Kroatien das Elfmeterschießen mit 1:3 – zwei Türken mussten gar nicht erst antreten. Die Türken standen damit im Halbfinale gegen Rekordeuropameister Deutschland, verloren dieses aber durch ein Tor von Philipp Lahm in der letzten Spielminute mit 2:3.

### EM 2012

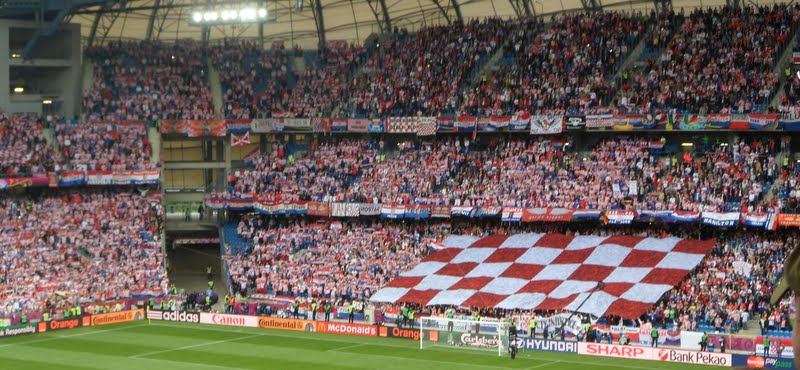
Kroatische Fans beim Spiel gegen Italien

Vier Jahre später konnte sich Kroatien dann in Play-off-Spielen der Gruppenzweiten revanchieren und sich gegen die Türkei mit einem 3:0 in der Türkei und 0:0 im Heimspiel für die Endrunde qualifizieren. In der Gruppenphase hatten sie hinter Griechenland und vor Israel, Lettland, Georgien und Malta den zweiten Platz belegt. Verloren hatten sie nur in Georgien und Griechenland.
Bereits vor dem Start der EM plagten die Kroaten zahlreiche Verletzungssorgen. Ivica Olić, Dejan Lovren und Ivo Iličević fielen verletzungsbedingt aus.
In der Vorrunde trafen die Kroaten in der Gruppe, in der erstmals bei einer EM die letzten beiden Weltmeister aufeinandertrafen, auf Irland, Italien sowie auf den damaligen Weltmeister und Titelverteidiger Spanien. Ihr Auftaktspiel gegen Irland konnten die Kroaten mit 3:1 für sich entscheiden, das zweite Gruppenspiel gegen Italien endete unentschieden mit 1:1. Im letzten Spiel gegen Spanien verlor die Mannschaft mit 0:1. Die erzielten vier Punkte reichten nur für einen dritten Platz in der Gruppe vor Irland (0 Punkte), aber hinter Spanien (7 Punkte) und Italien (5 Punkte). Die Mannschaft war damit ausgeschieden. Slaven Bilić trat wie vorher angekündigt zurück, sein Nachfolger wurde Igor Štimac, der aber nach einer nicht optimal verlaufenden Qualifikation für die WM 2014 vor den abschließenden Play-offs von Niko Kovač abgelöst wurde.

## Endrunden mit 24 Teilnehmern

### EM 2016
In der Qualifikation traf Kroatien auf Italien, Norwegen, Bulgarien, erstmals Aserbaidschan und Malta. Gegen alle Gruppengegner, gegen die bereits gespielt wurde, hat Kroatien eine positive Bilanz. Es qualifizieren sich die beiden Gruppenersten direkt sowie evtl. der Gruppendritte als bester Gruppendritter oder über Play-off-Spiele.
Kroatien startete mit vier Siegen sowie einem Remis in Italien und lag nach der Hälfte der Spiele auf dem ersten Platz. Zwar gelang danach noch ein Punktgewinn gegen Italien, aber das 0:0 in Aserbaidschan wurde eher als Punktverlust gesehen und nachdem in Norwegen verloren wurde, fiel Kroatien auf Platz 3 zurück. Daraufhin wurde Nationaltrainer Kovač entlassen. Mit zwei Siegen in den beiden letzten Spielen unter dem neuen Nationaltrainer Ante Čačić wurde dank italienischer Schützenhilfe gegen Norwegen am letzten Spieltag noch der zweite Platz und damit die direkte Qualifikation für die Endrunde erreicht.
Für die Gruppenauslosung am 12. Dezember 2015 war Kroatien aufgrund des UEFA-Koeffizienten Topf 2 zugeordnet und konnte daher Gastgeber Frankreich, Titelverteidiger Spanien oder Weltmeister Deutschland zugelost werden. Letztlich wurden sie der Gruppe mit Spanien zugelost. Weitere Gegner waren Tschechien und die Türkei, gegen die sie wie bei der ersten Teilnahme das Auftaktspiel bestritten und wie 1996 mit 1:0 gewannen. Nach einem 2:2 gegen Tschechien, bei dem die Gegentore in der Schlussphase nach Krawallen kroatischer Zuschauer fielen, wurde durch ein 2:1 gegen den Titelverteidiger der Gruppensieg perfekt gemacht.
Im Achtelfinale trafen sie auf den späteren Europameister Portugal. Gegen die defensiven Portugiesen kamen die Kroaten erst kurz vor Ende der nach torlosen 90 Minuten notwendigen Verlängerung zu einer nennenswerten Torchance, mussten aber unmittelbar darauf durch einen Konter das Tor zur 0:1-Niederlage hinnehmen und konnten dann auch die letzte Chance zum Ausgleich nicht nutzen. Nach der EM beendete Rekordnationalspieler Darijo Srna seine Nationalmannschaftskarriere.

### EM 2021
Für die erste paneuropäische EM-Endrunde hatte Kroatien sich zunächst mit dem Stadion Maksimir in Zagreb für die Austragung von Spielen beworben, dann aber zurückgezogen. In der Qualifikation, an der auch die Ausrichter von Endrundenspielen teilnehmen mussten, hatten es die Kroaten mit Ungarn, Wales, der Slowakei und Aserbaidschan zu tun. Die Kroaten, die bei der WM 2018 erst im Finale den Franzosen unterlagen, gewannen ihre Heimspiele. Da aber auswärts nur in der Slowakei gewonnen und in Aserbaidschan und Wales nur Remis erreicht wurden, konnten sich die Kroaten erst mit ihrem letzten Spiel für die Endrunde qualifizieren, damit aber den Gruppensieg perfekt machen.
Bei der Auslosung am 30. November 2019 wurden die Kroaten in die Gruppe mit England und Tschechien sowie einem Play-off-Sieger gelost. Da dies die Schotten wurden, mussten die Kroaten und Tschechen zwei Auswärtsspiele in der Gruppenphase bestreiten. Die Kroaten starteten mit einer 0:1-Niederlage gegen England und verloren damit erstmals ihr Auftaktspiel. Nach einem 1:1 gegen Tschechien konnte durch ein 3:1 gegen Schottland der zweite Platz in der Gruppe gesichert werden. Im Achtelfinale trafen sie auf Spanien. Durch einen Rückpass des Spaniers Pedri ins eigene Tor gingen die bis dahin wenig aktiven Kroaten in der 20. Minute in Führung und wurden danach kurzzeitig mutiger. Die Spanier übernahmen aber wenig später wieder die Initiative und konnten in der 38. Minute ausgleichen. In der zweiten Halbzeit wurde das Spiel ausgeglichener, aber Tore gelangen zunächst nur den Spanier. Erst durch Einwechslung weiterer Offensivkräfte gelang zunächst der Anschluss und in der Nachspielzeit noch der Ausgleich. Die entblöste Abwehr konnte in der Verlängerung aber zwei weitere Tore der Spanier nicht verhindern, die den Zweitorevorsprung dann aber über die Zeit brachten. Bei den Kroaten machte sich insbesondere das Fehlen des gesperrten Dejan Lovren und des an Corona infizierten Ivan Perišić negativ bemerkbar.

### EM 2024
Für die zweite EM in Deutschland musst sich Kroatien in einer Gruppe mit der Türkei, Wales, Armenien und Lettland qualifizieren. Die Kroaten starteten mit einem 1:1 gegen Wales, gewannen dann in der Türkei, gegen Lettland und in Armenien. Dann verloren sie aber ihr Heimspiel gegen die Türkei und in Wales. Mit Siegen in Lettland und gegen Armenien konnten sie aber noch den zweiten Platz erobern, da die Waliser in den beiden letzten Spielen in Armenien und gegen die Türkei nur remis spielten. Bei der Auslosung der Endrunden-Gruppen am 2. Dezember 2023 waren die Kroaten als viertbester Gruppenzweiter in Topf 3. Sie wurden wie 2012 in die Gruppe mit Spanien und Titelverteidiger Italien gelost. Weiterer Gegner war Albanien, gegen das noch nie gespielt wurde. Nach einer 0:3-Auftaktniederlage gerieten die Kroaten auch gegen Albanien in Rückstand, konnten das Spiel aber drehen und führten bis in die Nachspielzeit auch durch ein Eigentor des Albaners Klaus Gjasula mit 2:1. Diesem gelang in der Nachspielzeit aber noch der Ausgleich. Damit mussten sie im letzten Spiel gegen den Titelverteidiger gewinnen, um sicher das Achtelfinale zu erreichen. Kapitän Luka Modrić scheiterte zwar in der 54. Minute dabei einen Handelfmeter zu verwandeln, 31 Sekunden später war er aber zur Stelle um einen vom italienischen Torhüter abgewehrten Ball im Tor unterzubringen. Er wurde damit mit 38 Jahren und 289 Tagen der älteste Torschütze in der Geschichte des Turniers. Die Führung hielt bis in die Nachspielzeit, dann gelang den Italienern noch der Ausgleich, die damit den zweiten Platz eroberten, während die Kroaten mit nur zwei Punkten und −3 Toren nur geringe Chancen hatten als einer der vier besten Gruppendritten das Achtelfinale zu erreichen. Denn bisher konnte noch keine Mannschaft mit nur zwei Punkten einer der vier besten Gruppendritten werden, was auch diesmal wieder der Fall war.

## Spieler mit den meisten Einsätzen bei Europameisterschaften
| Spiele | Spieler           | Jahr (Spiele)                                    |
| ------ | ----------------- | ------------------------------------------------ |
| 16     | Luka Modrić       | 2008 (3), 2012 (3), 2016 (3), 2021 (4), 2024 (3) |
| 13     | Ivan Perišić      | 2012 (3), 2016 (4), 2021 (3), 2024 (3)           |
| 12     | Darijo Srna       | 2004 (2), 2008 (3), 2012 (3), 2016 (4)           |
| 11     | Vedran Ćorluka    | 2008 (4), 2012 (3), 2016 (4)                     |
| 10     | Ivan Rakitić      | 2008 (3), 2012 (3), 2016 (4)                     |
|        | Marcelo Brozović  | 2016 (3), 2021 (4), 2024 (3)                     |
|        | Andrej Kramarić   | 2016 (3), 2021 (4), 2024 (3)                     |
| 9      | Mateo Kovačić     | 2016 (2), 2021 (4), 2024 (3)                     |
| 8      | Domagoj Vida      | 2012 (1), 2016 (3), 2021 (4)                     |
| 7      | Joško Gvardiol    | 2021 (4), 2024 (3)                               |
|        | Dominik Livaković | 2021 (4), 2024 (3)                               |
| 6      | Niko Kovač        | 2004 (3), 2008 (3)                               |
|        | Robert Kovač      | 2004 (3), 2008 (3)                               |
|        | Niko Kranjčar     | 2008 (3), 2012 (3)                               |
|        | Ivica Olić        | 2004 (3), 2008 (3)                               |
|        | Stipe Pletikosa   | 2008 (3), 2012 (3)                               |
|        | Danijel Pranjić   | 2008 (4), 2012 (2)                               |
|        | Bruno Petković    | 2021 (4), 2024 (2)                               |

Stand: 24. Juni 2024

## Spieler mit den meisten Toren bei Europameisterschaften
| Tore | Spieler         | Jahr (Tore)                            |
| ---- | --------------- | -------------------------------------- |
| 4    | Ivan Perišić    | 2012 (0), 2016 (2), 2021 (2)           |
|      | Luka Modrić     | 2008 (1), 2016 (1), 2021 (1), 2024 (1) |
| 3    | Davor Šuker     | 1996 (3)                               |
|      | Mario Mandžukić | 2012 (3)                               |
| 2    | Ivan Klasnić    | 2004 (0), 2008 (2)                     |
| 1    | 15 Spieler      |                                        |

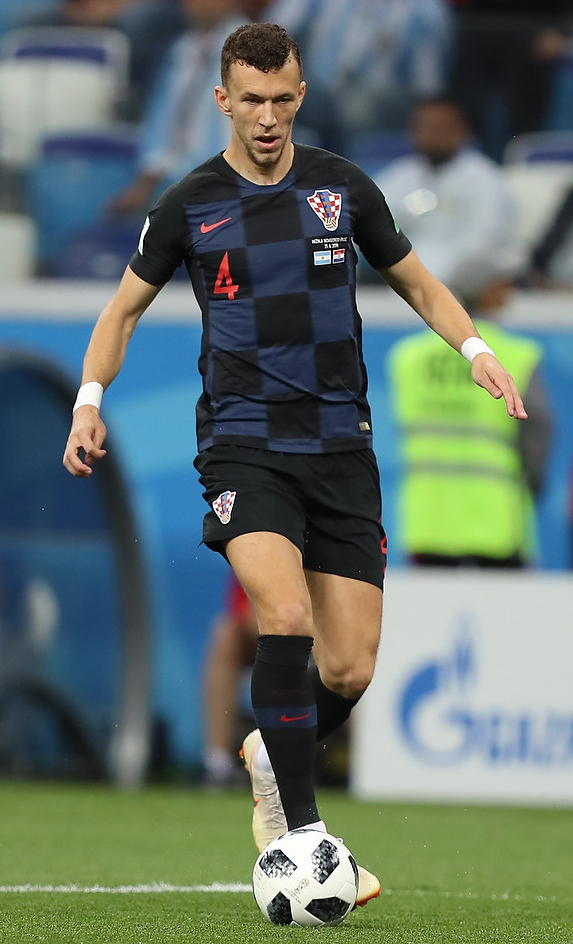
Ivan Perišić, seit 2021 bester kroatischer EM-Torschütze

Zudem ein Eigentor zu Gunsten der Kroaten.
Stand: 24. Juni 2024

## Kroatische Spieler in der jugoslawischen Mannschaft
- 1960: Dražan Jerković (2), Željko Matuš (1), Željko Perušić (2), Ante Žanetić (2), Branko Zebec (1)
- 1968: Rudolf Belin (0), Milan Damjanović (3), Ilija Pantelić (3), Mladen Ramljak (0), Radomir Vukčević (0)
- 1976: Ivan Buljan (2), Jurica Jerković (2), Dražen Mužinić (2), Luka Peruzović (1), Ivica Šurjak (0)
- 1984: Josip Čop (0), Borislav Cvetković (2), Stjepan Deverić (1), Ivan Gudelj (3), Tomislav Ivković (1), Branko Miljuš (2), Velimir Zajec (3)

## Bei Europameisterschaften gesperrte Spieler
- 1996 erhielt Igor Štimac im Viertelfinale die Gelb-Rote Karte, da Kroatien ausschied, hatte sie keinen zusätzlichen Effekt auf das Turnier.
- 2016 war Duje Čop aufgrund einer im vorletzten Qualifikationsspiel erhaltenen Roten Karte für das erste Gruppenspiel gesperrt.[6]
- 2021 erhielt Dejan Lovren im zweiten Gruppenspiel die zweite Gelbe Karte und ist für das Achtelfinale gegen Spanien gesperrt. In diesem erhielten Marcelo Brozović und Duje Ćaleta-Car ebenfalls die zweite Gelbe Karte, die aber keine Wirkung mehr hatte, da Kroatien ausschied.

## Anteil der im Ausland spielenden Spieler im EM-Kader
Legionäre stellten in den kroatischen Kadern immer das Hauptkontingent. Die meisten spielten in Deutschland.
| Jahr (Spiele) | Anzahl (Länder) | Spieler (Einsätze) |
| ------------- | --- | --- |
| 1996 (4)      | 13 (1 in Belgien, 2 in Deutschland, 2 in England, 2 in Italien, 1 in Japan, 5 in Spanien)                                                                                       | Mario Stanić (3); Elvis Brajković (0), Nikola Jurčević (3); Slaven Bilić (4), Igor Štimac (3); Zvonimir Boban (4), Alen Bokšić (1), Goran Vlaović (4); Mladen Mladenović (3); Robert Jarni (4), Nikola Jerkan (3), Dubravko Pavličić (2), Robert Prosinečki (3), Davor Šuker (4) |
| 2004 (3)      | 20 (1 in Belgien, 7 in Deutschland, 1 in England, 1 in Frankreich, 1 in Israel, 2 in Italien, 2 in Österreich, 1 in Portugal, 1 in Russland, 1 in der Türkei, 2 in der Ukraine) | Tomislav Butina (3); Nenad Bjelica (2), Marko Babić (0), Robert Kovač (3), Josip Šimunić (3), Niko Kovač (3), Ivan Klasnić (0), Boris Živković (2); Ivica Mornar (3); Dado Pršo (3); Ðovani Roso (3); Dario Šimić (3), Igor Tudor (2); Joey Didulica (0), Mario Tokić (0); Tomo Šokota (3); Ivica Olić (3); Stjepan Tomas (0); Jerko Leko (1), Darijo Srna (2)                                        |
| 2008 (4)      | 21 (6 in Deutschland, 2 in England, 3 in Frankreich, 1 in Griechenland, 3 in Italien, 1 in den Niederlanden, 1 in Österreich, 2 in Russland, 2 in der Ukraine)                  | Ivan Klasnić (2), Robert Kovač (3), Ivica Olić (3), Mladen Petrić (4), Ivan Rakitić (3), Josip Šimunić (3); Vedran Ćorluka (4), Niko Kranjčar (4); Jerko Leko (2), Nikola Pokrivač (1), Vedran Runje (1); Mario Galinović (0); Igor Budan (1), Dario Knežević (3), Dario Šimić (1); Nikola Pokrivač (4); Niko Kovač (3); Stipe Pletikosa (3), Hrvoje Vejić (1); Darijo Srna (3), Ognjen Vukojević (2) |
| 2012 (3)      | 18 (5 in Deutschland, 3 in England, 1 in Frankreich, 1 in Israel, 2 in Russland, 1 in Spanien, 5 in der Ukraine)                                                                | Vedran Ćorluka (3), Ivan Perišić (3), Gordon Schildenfeld (3), Danijel Pranjić (2), Mario Mandžukić (3); Nikica Jelavic (3), Luka Modrić (3), Niko Kranjčar (2); Danijel Subašić (0); Jurica Buljat (0); Tomislav Dujmović (1), Stipe Pletikosa (3); Ivan Rakitić (3); Ivan Strinić (3), Nikola Kalinić (0), Ognjen Vukojević (3), Darijo Srna (3), Eduardo da Silva (3)                              |
| 2016 (4)      | 17 (2 in Deutschland, 7 in Italien, 1 in Monaco, 1 in Russland, 4 in Spanien, 2 in der Ukraine)                                                                                 | Tin Jedvaj (2), Andrej Kramarić (3); Marcelo Brozović (3), Milan Badelj (4), Nikola Kalinić (2), Mario Mandžukić (3), Ivan Perišić (3), Ivan Strinić (3), Šime Vrsaljko (2); Danijel Subašić (4); Vedran Ćorluka (4); Duje Čop (1), Mateo Kovačić (3), Luka Modrić (3), Ivan Rakitić (4); Darijo Srna (4), Domagoj Vida (3)                                                                           |
| 2021 (4)      | 19 (2 in Deutschland, 2 in England, 2 in Frankreich, 5 in Italien, 1 in Polen, 2 in Russland, 1 in Schottland, 3 in Spanien, 1 in der Türkei)                                   | Josip Brekalo (3), Andrej Kramarić (4); Mateo Kovačić (4), Simon Sluga; Domagoj Bradarić, Duje Ćaleta-Car (2); Milan Badelj, Marcelo Brozović (4), Mario Pašalić (2), Ivan Perišić (3), Ante Rebić (4); Borna Barišić (1), Josip Juranović (2); Dejan Lovren (2), Nikola Vlašić (4); Ante Budimir (1), Luka Modrić (4), Šime Vrsaljko (2); Domagoj Vida (4)                                           |
| 2024 (3)      | 20 (4 in Deutschland, 2 in England, 1 in Griechenland, 4 in Italien, 3 in den Niederlanden, 1 in Österreich, 1 in Saudi-Arabien, 2 in Spanien, 1 in der Türkei, 1 in Zypern)    | Josip Juranović (2), Andrej Kramarić (3), Lovro Majer (3), Josip Stanišić (2); Joško Gvardiol (3), Mateo Kovačić (3); Domagoj Vida (0); Martin Erlić (0), Mario Pašalić (3), Marin Pongračić (2), Nikola Vlašić (0); Luka Ivanušec (1), Borna Sosa (1), Josip Šutalo (3); Luka Sučić (3); Marcelo Brozović (3); Ante Budimir (3), Luka Modrić (3); Dominik Livaković (3); Ivica Ivušić (0)            |

Stand: 24. Juni 2024

## Rekorde
- Das früheste Elfmetertor: Luka Modrić nach 3:34 Minuten 2008 im Spiel Österreich – Kroatien
- Höchste Anzahl von Toren im gesamten Wettbewerb: Davor Šuker 1996 mit 15 Toren
- Ältester Torschütze: Luka Modrić, mit 38 Jahren und 289 Tagen durch sein Tor zum 1:0-Zwischenstand gegen Italien am 24. Juni 2024

## Spiele
Kroatien bestritt bisher 25 EM-Spiele, davon wurden neun gewonnen, acht wurden verloren und acht endeten remis. Drei Spiele mussten verlängert werden und wurden durch ein oder zwei Tore bzw. im Elfmeterschießen verloren.
Kroatien bestritt nie das Eröffnungsspiel, spielte aber einmal gegen den Co-Gastgeber (2008 in der Vorrunde), zweimal gegen einen der Gastgeber bei der Vorrunde der EURO 2020 und viermal gegen den späteren Europameister, wovon einer auch Titelverteidiger war. Zudem gab es noch vier weitere Spiel gegen die Titelverteidiger. Häufigste Gegner sind Spanien (4 Spiele) und die Türkei (je 3 Spiele), Deutschland, England, Italien, Portugal und Tschechien, gegen die bisher je zweimal gespielt wurde.
- Gegen folgende Länder gelang der höchste Sieg bei einem EM-Turnier.
  -  Dänemark: Vorrunde 1996 3:0 (erstes Spiel gegen Dänemark, höchster EM-Sieg)
  -  Irland: Vorrunde 2012 3:1
  -  Schottland: Vorrunde 2021 3:1 (erster Sieg gegen Schottland)
- Nur gegen ein Land kassierte die kroatische Mannschaft ihre höchste Niederlage bei einem EM-Turnier:
  -  Portugal: Vorrunde 1996 0:3 (erstes Spiel gegen Portugal, höchste EM-Niederlage, zudem ein 1:4 in der UEFA Nations League 2020/21)

### Alle EM-Spiele
| Nr. | Datum         | Gegner          | Ergebnis             | Anlass        | A/H/* | Austragungsort      | Bemerkungen                         |
| --- | ------------- | --------------- | -------------------- | ------------- | ----- | ------------------- | ----------------------------------- |
| 1   | 11.06.1996    | Türkei          | 1:0                  | Vorrunde      | *     | Nottingham (ENG)    | Erstes Länderspiel gegen die Türkei |
| 2   | 16.06.1996    | Dänemark (TV)   | 3:0                  | Vorrunde      | *     | Sheffield (ENG)     | Erstes Länderspiel gegen Dänemark   |
| 3   | 19.06.1996    | Portugal        | 0:3                  | Vorrunde      | *     | Nottingham (ENG)    | Erstes Länderspiel gegen Portugal   |
| 4   | 23.06.1996    | Deutschland     | 1:2                  | Viertelfinale | *     | Manchester (ENG)    | 50. Länderspiel                     |
| 5.  | 13.06.2004    | Schweiz         | 0:0                  | Vorrunde      | *     | Leiria (PRT)        |                                     |
| 6.  | 17.06.2004    | Frankreich (TV) | 2:2                  | Vorrunde      | *     | Leiria (PRT)        |                                     |
| 7   | 21.06.2004    | England         | 2:4                  | Vorrunde      | *     | Lissabon (PRT)      | Letztes Spiel unter Otto Barić      |
| 8   | 08.06.2008    | Österreich      | 1:0                  | Vorrunde      | A     | Wien (AUT)          |                                     |
| 9   | 12.06.2008    | Deutschland     | 2:1                  | Vorrunde      | *     | Klagenfurt (AUT)    |                                     |
| 10  | 16.06.2008    | Polen           | 1:0                  | Vorrunde      | *     | Klagenfurt (AUT)    |                                     |
| 11  | 20.06.2008    | Türkei          | 1:1 n. V., 1:3 i. E. | Viertelfinale | *     | Wien (AUT)          |                                     |
| 12  | 10.06.2012    | Irland          | 3:1                  | Vorrunde      | *     | Posen (POL)         |                                     |
| 13  | 14.06.2012    | Italien         | 1:1                  | Vorrunde      | *     | Posen (POL)         |                                     |
| 14  | 18.06.2012    | Spanien (TV)    | 0:1                  | Vorrunde      | *     | Danzig (POL)        | Letztes Spiel unter Slaven Bilić    |
| 15  | 12.06.2016    | Türkei          | 1:0                  | Vorrunde      | *     | Paris (FRA)         |                                     |
| 16  | 17.06.2016    | Tschechien      | 2:2                  | Vorrunde      | *     | Saint-Étienne (FRA) |                                     |
| 17  | 21.06.2016    | Spanien (TV)    | 2:1                  | Vorrunde      | *     | Bordeaux (FRA)      |                                     |
| 18  | 25.06.2016    | Portugal        | 0:1 n. V.            | Achtelfinale  | *     | Lens (FRA)          |                                     |
| 19  | 13.06.2021    | England         | 0:1                  | Vorrunde      | A     | London (ENG)        |                                     |
| 20  | 18.06.2021    | Tschechien      | 1:1                  | Vorrunde      | *     | Glasgow (SCO)       |                                     |
| 21  | 22.06.2021    | Schottland      | 3:1                  | Vorrunde      | A     | Glasgow (SCO)       |                                     |
| 22  | 28.06.2021    | Spanien         | 3:5 n. V.            | Achtelfinale  | *     | Kopenhagen (DNK)    |                                     |
| 23  | 15. Juni 2024 | Spanien         | 0:3                  | Vorrunde      | *     | Berlin (DEU)        |                                     |
| 24  | 19. Juni 2024 | Albanien        | 2:2                  | Vorrunde      | *     | Hamburg (DEU)       | Erstes Spiel gegen Albanien         |
| 25  | 24. Juni 2024 | Italien (TV)    | 1:1                  | Vorrunde      | *     | Leipzig (DEU)       |                                     |